# Huby (Kalisz)
Huby, Huby Tynieckie – część Kalisza; do 1934 stanowiły kolonię w obrębie gminy Tyniec, powiat kaliski, województwo łódzkie. 5 kwietnia 1934 roku Huby Tynieckie znalazły się w granicach miasta Kalisza.
Obecnie rejon ten znajduje się w okolicy ulic Skarszewskiej i Borkowskiej.
W 1888 w Hubach Tynieckich urodził się Stefan Miler.